# Hugo Siegwart

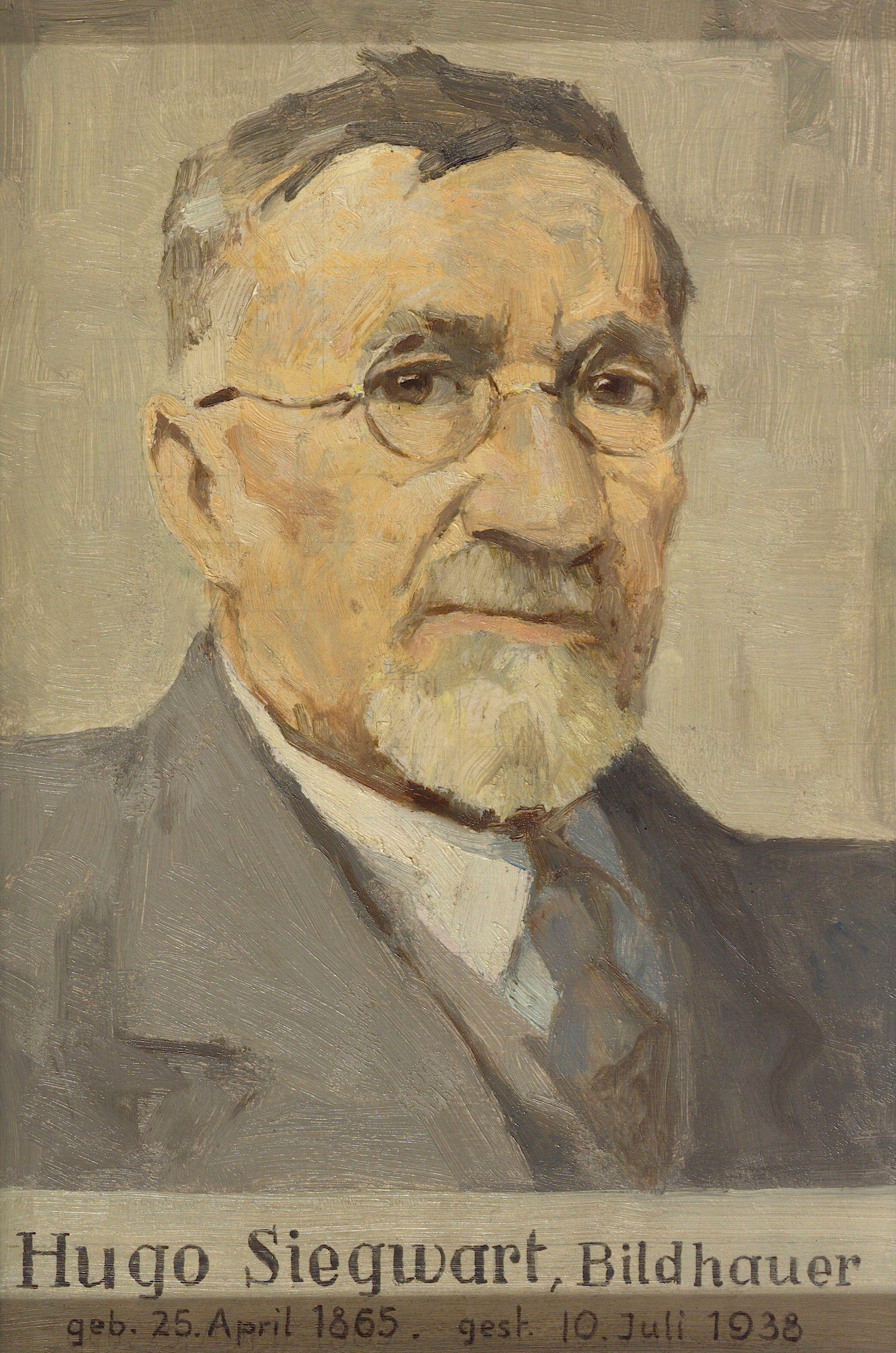
Porträt von Hugo Siegwart

Karl Peter Hugo Siegwart (* 25. April 1865 in Malters; † 10. Juli 1938 in Luzern; überwiegend Hugo Siegwart genannt) war ein Schweizer Bildhauer und Medailleur.

## Biografie
Siegwart war der Sohn des Glasbläsers und Offiziers Josef Alois und der Karolina, geborene Lehmann. Nach dem Besuch der Kunstgewerbeschule Luzern absolvierte Siegwart ab 1884 in Chur eine Lehre als Steinhauer, die er jedoch ein Jahr später abbrach. Daraufhin studierte er an der Akademie der Bildenden Künste München bei Max von Widnmann und in Paris an der Académie Julian bei Henri Chapu. 1887 wechselte er an die École des beaux-arts zu Alexandre Falguière. Noch in seinem siebzigsten Altersjahr wollte sich Siegwart als Schüler von Falguière betrachtet wissen. Siegwart nahm mehrmals an Ausstellungen des Salon de Paris teil. 
Im Winter 1890 kehrte er nach Luzern zurück und arbeitete an einem Konkurrenzentwurf für das Telldenkmal.

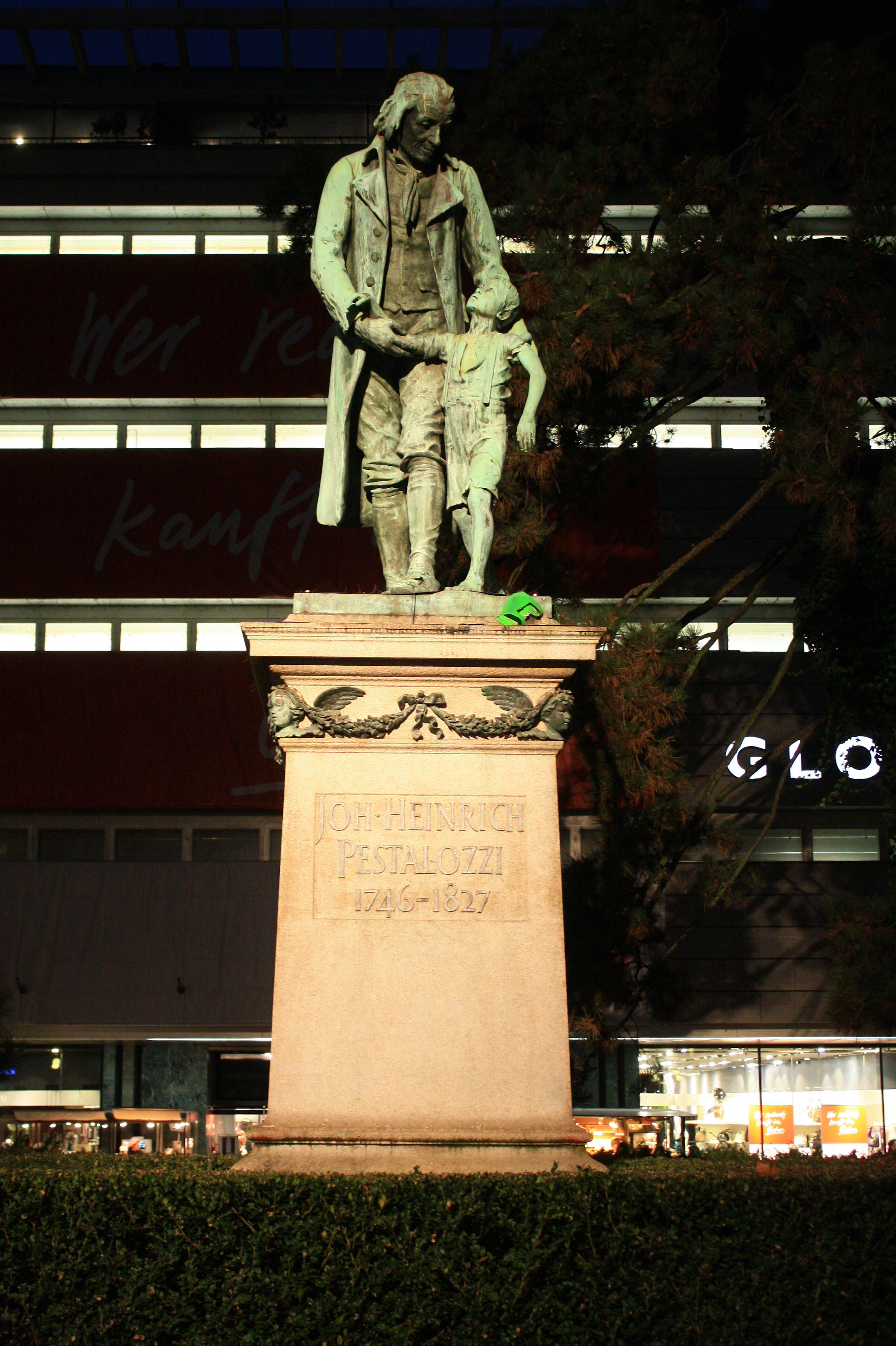
Siegwarts Pestalozzi-Denkmal in Zürich

Ein Jahr nach Studienende eröffnete er ein Bildhaueratelier. Sein erster Auftrag war, vier Figuren für das Gebäude «Vier Jahreszeiten» in Luzern anzufertigen. In Luzern lernte er Robert Zünd kennen und schätzen. 1893 heiratete er die aus Luzern stammende Elisabetha Bernarda Felber.
An der Kantonalen Gewerbeausstellung in Luzern stellte Siegwart 1993 seinen Entwurf für die Allegorie «Rhein und Wiese mit Nebenflüssen» für die Monumentalbrunnen vor dem Badischen Bahnhof aus. Der Wettbewerb für die Brunnen gewann jedoch Carl Burckhardt.
1896/97 führten ihn Studienaufenthalte nach Berlin und Brüssel, wo er sich von Constantin Meunier inspirieren liess. Siegwarts Tätigkeit erstreckte sich auf Monumentalplastiken, Porträtbüsten, Kleinplastiken und Baureliefs, wobei er eine möglichst genaue und realistische Wiedergabe der Natur anstrebte. Eines seiner bekanntesten Werke ist das 1898 geschaffene Pestalozzi-Denkmal zu Ehren von Johann Heinrich Pestalozzi auf der Pestalozzi-Anlage in Zürich.

Ausstellungsplakat mit einer Zeichnung Siegwarts, 1925

1900 entwarf Siegwart für den Bahnhof Luzern eine Giebelgruppe und 1902 steuerte er für die Kuppelhalle des Bundeshauses in Bern zwei Statuen bei, welche Arnold Winkelried und Niklaus von Flüe darstellen. Im gleichen Jahr schuf er das Denkmal in Bauen für Alberich Zwyssig. 1904 schuf Siegwart u. a. die zwei Skulpturen, Diana und Nacht, die von der Eidgenossenschaft erworben wurden.
Die Schwinger-Statue, die Siegwart 1905 an der neunten Internationalen Kunstausstellung in München die kleine Goldmedaille einbrachte und im Inselipark in Luzern aufgestellt wurde, trug Siegwart Kritik von kirchlicher Seite ein, da die Nacktheit der Figuren sittlich untragbar sei. Die dadurch entstandene Kontroverse führte aber zu weiteren Auftragsarbeiten, beispielsweise 1906 ein Monument zu Ehren von Albrecht von Haller vor der Universität Bern, das am 16. Oktober 1908 eingeweiht wurde.
1911 schuf Siegwart den Tellbrunnen in Luzern und 1913 eine Steinstosser-Figur in St. Moritz. 
Von 1903 bis 1917 hatte Siegwart seinen Wohnsitz in München, wo er Mitglied der Münchner Künstlergenossenschaft war. Für die in München lebende Künstlerin Martha Cunz schuf Siegwart eine Büste.
Sein letztes grosses Werk war 1934 die Pferdegruppe vor dem Kunsthaus Luzern, allerdings kam es zu Meinungsverschiedenheiten mit dem Auftraggeber Armin Meili, weshalb er das Werk nicht signierte. Seine letzte Ruhestätte fand er auf dem Friedhof Friedental.

## Schriften
- Willy Lang: Hugo Siegwart. In: Schweizer Illustrierte, Bd. 17, 1913, doi:10.5169/seals-571584#25, S. 9–12.
- Kuno Müller: Nekrolog für Hugo Siegwart. In: Schweizer Kunst, 1938, S. 30–31.